# Menno Koolhaas
Menno Koolhaas (* 31. Oktober 1995) ist ein niederländischer Triathlet, Ironman 70.3-Sieger, zweifacher und amtierender niederländischer Meister auf der Triathlon-Kurzdistanz (2019, 2024) und ETU-Europameister auf der Triathlon-Langdistanz (2023).

## Werdegang
2019 wurde Menno Koolhaas niederländischer Meister auf der Triathlon-Kurzdistanz.
Im Rahmen der Challenge Almere Amsterdam wurde er im September 2023 Europameister auf der Triathlon-Langdistanz und der 27-Jährige stellte beim Rennen in Almere einen neuen Streckenrekord ein.
Im Juli 2024 wurde der 28-Jährige zum zweiten Mal niederländischer Meister auf der Triathlon-Kurzdistanz.
Im Oktober 2024 wurde der 28-Jährige als bester Niederländer Fünfter bei den Ironman World Championships auf Hawaii.

## Sportliche Erfolge
| Datum/Jahr    | Rang | Wettbewerb                                     | Austragungsort | Zeit     | Bemerkung                                                                                       |
| ------------- | ---- | ---------------------------------------------- | -------------- | -------- | ----------------------------------------------------------------------------------------------- |
| 13. Juli 2024 | 1    | NED Triathlon National Championships           | Klazienaveen   | 01:52:42 |                                                                                                 |
| 23. Juni 2024 | 3    | NED Sprint Triathlon National Championships    | Rotterdam      | 00:56:04 |                                                                                                 |
| 8. Juni 2024  | 13   | T100 Alcatraz                                  | San Francisco  | 03:25:23 | im Rahmen des Escape from Alcatraz Triathlon (2 km Schwimmen, 80 km Radfahren und 18 km Laufen) |
| 24. Aug. 2019 | 1    | NED Triathlon National Championships           | Veenendaal     | 01:46:27 |                                                                                                 |
| 2016          | 1    | NED Triathlon National Championships           | Amsterdam      | 01:50:58 |                                                                                                 |
| 26. Mai 2013  | 3    | NED Triathlon National Championship Junior Men | Weert          | 01:08:32 | hinter Jorik Van Egdom                                                                          |

| Datum/Jahr    | Rang | Wettbewerb                                                   | Austragungsort    | Zeit     | Bemerkung                                            |
| ------------- | ---- | ------------------------------------------------------------ | ----------------- | -------- | ---------------------------------------------------- |
| 9. Aug. 2025  | 4    | T100 London                                                  | London            |          | 2 km Schwimmen, 80 km Radfahren und 18 km Laufen     |
| 26. Okt. 2024 | 5    | Ironman Hawaii                                               | Hawaii            | 07:47:22 |                                                      |
| 18. Aug. 2024 | 5    | Ironman Germany                                              | Frankfurt am Main | 07:35:51 | Ironman European Championship; Raddistanz 177 km     |
| 9. Sep. 2023  | 1    | ETU Challenge Long Distance Triathlon European Championships | Almere            | 07:36:36 |                                                      |
| 11. Juni 2023 | 1    | Challenge Geraardsbergen                                     | Geraardsbergen    | 03:55:27 |                                                      |
| 16. Okt. 2022 | 1    | Ironman 70.3 Cascais                                         | Cascais           | 03:45:28 |                                                      |
| 24. Okt. 2021 | 3    | Ironman 70.3 Cascais                                         | Cascais           | 03:48:45 | 1,9 km Schwimmen, 90 km Radfahren und 21,1 km Laufen |

| Datum/Jahr   | Rang | Wettbewerb                                 | Austragungsort | Zeit     | Bemerkung           |
| ------------ | ---- | ------------------------------------------ | -------------- | -------- | ------------------- |
| 8. Apr. 2023 | 2    | NED Sprint Duathlon National Championships | Sittard        | 00:52:45 | hinter Gjalt Panjer |

(DNF – Did Not Finish)